# Horacio Llamas
Horacio Llamas Grey (Rosario, Sinaloa; 17 de julio de 1973) es un exjugador de baloncesto mexicano, siendo el primer mexicano en jugar en la NBA, debutando en 1997. Es reconocido por muchos como uno de los mejores pívots que México ha producido.

## Trayectoria

### Inicios
Llamas se trasladó a Estados Unidos en su adolescencia. Jugó durante dos años en el Pima Community College en Tucson, Arizona, donde ganó los honores de la Arizona Community College Athletic Conference durante su primera y segunda temporada. En vez de asistir al college NCAA, como la mayoría de jugadores de la NBA, Llamas escogió la NCAA division II Grand Canyon University donde consiguió ser el jugador del año de la NCAA division II durante la temporada de su último curso. 
Llamas ya había dejado marca en el baloncesto mexicano cuando se graduó del Pima Community College: Habiendo jugado en la liga mexicana varios años, fue llamado a la titularidad en el juego interior del equipo nacional mexicano, y participó en estos acontecimientos internacionales como en los Juegos Centroamericanos y del Caribe de 1993, organizados en Ponce (Puerto Rico). 

### Profesional
Cuando Llamas jugó en el Pima Community College, jugó suficientemente bien para hacer atraer a los ojeadores de los Phoenix Suns. En 1996, fue contratado por los Suns. Cuando hizo su debut con los Suns, hizo historia al convertirse en el primer mexicano en participar en un partido de la NBA.
Llamas tuvo un impacto en la comunidad de Phoenix, parcialmente por el gran número de hispanos que viven allí. Poco después comenzó a jugar con los Suns, apareció en la portada de la revista de los Suns, Fastbreak. Esperando seguir trayendo fanes hispanos a sus partidos locales, los Suns compraron al puertorriqueño Daniel Santiago poco después de poner a la venta a Llamas.
Llamas jugó en 20 partidos durante su temporada de debut, marcando 34 puntos con una media de 1,7 puntos por partidos, con 18 rebotes con una media de 0,9 rebotes por partido y 4 asistencias con una media de 0,2 asistencias por partido.
Durante su segunda temporada, en 1997-98, jugó ocho partidos, marcando 24 puntos con una media de 3,0 puntos por partido, con 18 rebotes con una media de 2,3 rebotes por juego y 1 asistencia con una media de 0,1 asistencias por partido. 
Después de 28 partidos en dos temporadas con los Suns, Llamas fue vendido. Sus números totales fueron afectados negativamente por sus pocos minutos de juego con el equipo de los Suns: en sus 28 partidos, solo jugó un total de 143 minutos, con una media de 5 minutos jugados por partido. Por otro lado, los periódicos locales informaron durante su periodo que su estado de forma era pobre, al menos inicialmente.
En 2004, Llamas intentó hacer un reaparición en la NBA con los Milwaukee Bucks. Los Bucks tuvieron a Santiago jugando en la zona, sin embargo, decidieron no contratar a Llamas, que se fue a España a jugar en LEB con La Palma.
Luego jugó con los Soles de Mexicali (liga mexicana) desde 2005, y en la temporada 2006, llevó a su equipo a la victoria en la Liga Nacional de Baloncesto Profesional de México, en el año del 2007 logró el subcampeonato en la Liga Nacional de Baloncesto Profesional de México, y logró el subcampeonato en el torneo internacional FIBA AMERICAS.
En 2010 ficha por el conjunto quintanarroense después de haber permanecido cinco temporadas siendo uno de los mejores jugadores de los Soles de Mexicali. Llegará a Pioneros de Quintana Roo para la temporada 2010-2011 de la Liga Nacional de Baloncesto Profesional.

### Director deportivo
Desde 2019, Horacio Llamas se desempeña como director deportivo de la Asociación Deportiva Mexicana de Básquetbol.

## Clubes
| Club              | Temporada | Partidos jugados | Puntos      |
| ----------------- | --------- | ---------------- | ----------- |
| Phoenix Suns      | 1996-1998 | 28               | 4,7         |
| Milwaukee Bucks   | 2004      | 0                | 0,0         |
| Soles de Mexicali | 2005-2010 | 228              | Desconocido |
| Pioneros Quin Roo | 2010-2012 | 35               | 5,4         |